# Frédéric Pons (football)
Pour les articles homonymes, voir Frédéric Pons et Pons.
Frédéric Pons, né le 14 mai 1962 à Alger, est un joueur français de football, devenu entraîneur.

## Biographie
Formé par le Hyères FC, il est repéré par l'OM où il restera pendant quelques mois sous les couleurs olympiennes ; il retournera dans son club d'origine jusqu'en 1984. En juillet de la même année, le FC Valence l'engage pour une saison en Division 2. Puis, en 1985, il signe son premier contrat professionnel pour trois ans avec le FC Metz en Ligue 1 et remporte la Coupe de la Ligue en 1986 et la Coupe de France en 1988.
Pour deux saisons, il signe au SC Toulon sous la direction de Rolland Courbis. Élu par ses pairs meilleur second latéral gauche français, dauphin de Manuel Amoros.
Par la suite, de 1990 à 1992, il endosse le maillot violet du Toulouse FC. Puis il termine sa carrière, à l'âge de 33 ans, à l'ASOA Valence de 1992 à 1995.
Devenu éducateur en 2002, il devient le responsable des 18 ans nationaux de l'ASOA Valence. En 2005, il est champion du groupe Sud et participe au phases finales pour être champion de France. Titre qui revient à l'Olympique lyonnais avec les jeunes Benzema et Ben Arfa.
En 2006, entraîneur de l'US Colomiers, il réalise successivement l'accession de DH à CFA2, puis en CFA.
En 2014, après une courte parenthèse de 18 mois à l'AS Valence à la suite du dépôt de bilan du club, il rentre dans son Sud à la tête de l'US Carqueiranne-La Crau. Au terme de cette saison, c'est une montée de DHR en DH. L'année suivante, retour en DHR mais vainqueur de la Coupe du Var. Fin 2017, c'est une nouvelle remontée en DH.

## Palmarès
- Coupe de la Ligue en 1986
- Vainqueur de la Coupe de France 1988 avec le FC Metz